# Тивоїзація
Тивоїзація (від англ. Tivoization) — практика створення апаратно-програмних систем, у яких програмне забезпечення має копілефт-ліцензію, але апаратне забезпечення не дає запускати модифіковану версію програмного забезпечення (наприклад, за допомогою цифрового підпису). Тивоїзація тісно пов'язана з відомим прийомом виробників цифрової техніки — робити дешеві та дорогі моделі одного й того самого пристрою, що відрізняються лише програмно, а також із технічними засобами захисту авторських прав контенту на тивоїзованому пристрої, які у випадку вільної прошивки легше обійти.

Назва походить від цифрового відеоплеєра TiVo, керованого операційною системою на ядрі Linux. Варто зауважити, що ліцензія GNU GPL версії 2, під якою створюється ядро, не вимагає, щоб пристрій підтримував змінені версії програми. Одна з цілей GPLv3 — закрити подібну лазівку, тобто припинити тивоїзацію. Оскільки існують критичні пристрої на зразок медичного обладнання та автоматів для голосування, ліцензія GPLv3 забороняє тивоїзацію лише для споживчих товарів. Відповідно до тексту GPLv3,
Деякі пристрої спроєктовано так, щоб заборонити користувачеві встановлення або запуск змінених версій програмного забезпечення, хоча виробник може це робити. Це абсолютно несумісно з нашою метою — захистом прав користувача змінювати ПЗ. Подібні зловживання систематично відбуваються у сфері продуктів індивідуального використання, де це особливо неприйнятно. Саме тому ми розробили цю версію GPL, щоб заборонити таку практику на цьому ринку. Якщо такі проблеми виникнуть у інших галузях, ми, заради захисту свободи користувачів, готові розширити дію ліцензії на ці нові галузі в майбутніх версіях GPL.

## Приклади тивоїзованих пристроїв
| Пристрій           | Причина/примітки |
| ------------------ | --- |
| iPhone             | Захист від копіювання програм, які розповсюджуються через App Store. |
| Ноутбук OLPC XO-1. | Щоб працювала можливість встановлення нового програмного забезпечення, потрібно вимкнути перевірку за допомогою «ключа розробника», який надходить лише за кілька днів. Стверджується, що це дозволяє боротися з корупцією на місцях, коли ноутбуки привласнюють, а не роздають дітям. |

## GPLv3
Однією з цілей ліцензії GPL версії 3 є спроба скасувати тивоїзацію. Згідно з висловом Ебена Моглена, «ліцензія повинна виключити технічні засоби обходу її умов, так само чітко, як вона виключає юридичні шляхи обходу умов, включених до неї.».
У другій чернетці GPLv3 була спроба пояснити це. Проте, деякі розробники ядра Linux вважали, що GPLv3, як і раніше, може забороняти використання цифрових підписів у благих цілях.